# Сюу
Сюу́ (кит. упр. 修武, пиньинь Xiūwǔ, буквально: «совершенствоваться в боевом искусстве») — уезд городского округа Цзяоцзо провинции Хэнань (КНР).

## История
В 1046 году до н. э. чжоуский У-ван во время военного похода остановился в этих местах и занялся тренировкой войск — с той поры они и носят название «Сюу».
Ещё при империи Хань в 205 году до н. э. здесь были созданы уезды Сюу и Шаньян (山阳县). Когда Цао Пэй низложил последнего императора империи Хань и основал царство Вэй, то выделил низложенному императору Шаньян в качестве удела.
При империи Северная Вэй в 526 году уезд Сюу был разделён на Наньсюу (南修武县) и Бэйсюу (北修武), а при империи Западная Вэй был создан ещё и уезд Сисюу (西修武县), но при империи Северная Ци в 556 году они были вновь объединены в единый уезд Сюу, к которому был присоединён и уезд Шаньян. При империи Сун в 1073 году уезд Сюу был присоединён к уезду Учжи, но в 1086 году был воссоздан.
После капитуляции Японии во Второй мировой войне коммунистами 8 сентября 1945 года на смежных территориях уездов Сюу и Боай был создан город Цзяоцзо (焦作市). Затем во время гражданской войны эти места были захвачены гоминьдановскими войсками, и в феврале 1948 года город Цзяоцзо был преобразован в уезд Цзяоцзо (焦作县). В октябре 1948 года эти места вновь перешли под контроль коммунистов.
После победы в гражданской войне коммунистами была в августе 1949 года создана провинция Пинъюань, и эти места вошли в состав созданного одновременно Специального района Синьсян (新乡专区) провинции Пинъюань. В октябре 1949 года уезд Цзяоцзо был преобразован в Горнодобывающий район Цзяоцзо (焦作矿区). 30 ноября 1952 года провинция Пинъюань была расформирована, и Специальный район Синьсян перешёл в состав провинции Хэнань. В 1956 году Горнодобывающий район Цзяоцзо был преобразован в город Цзяоцзо.
В 1956 году уезды Сюу и Боай перешли под юрисдикцию Цзяоцзо. В 1960 году уезды Сюу и Боай были присоединены к городу Цзяоцзо, но 1961 году были восстановлены и вновь перешли под юрисдикцию Специального района Синьсян. В 1967 году Специальный район Синьсян был переименован в округ Синьсян (新乡地区). В 1983 году уезд вошёл в состав городского округа Цзяоцзо.

## Административное деление
Уезд делится на 3 посёлка и 5 волостей.